# Le Prétendant
Le Prétendant est une pièce de théâtre en cinq actes d'Auguste de Villiers de l'Isle-Adam. Elle est représentée pour la première fois en 1965.

## Historique
Le Prétendant est la version définitive, établie en 1875, d'un drame dont l'état primitif, sous le titre Morgane, fut publié à 25 exemplaires en 1860,.

## Résumé[4]
L'action se déroule vers 1793 au royaume des Deux-Siciles. La duchesse Morgane de Poleastro cherche à gagner le pouvoir et fomente un complot contre Ferdinand Ier de Bourbon, sa femme Marie-Caroline et Emma Lyonna, duchesse d'Hamilton, espionne au service de l'Angleterre. Elle est aidée par un étrange prisonnier rencontré par hasard et qu'elle libère, le chevalier Sergius d'Albamah.
Le complot éclate et va réussir lorsque, lors d'un bal à Naples, Emma Lyonna découvre que Morgane est amoureuse de Sergius. Elle fait alors croire à Morgane que Sergius aime la filleule de la duchesse de Poleastro, Sione de Saintos. Morgane détruit, folle de rage, tout ce qu'elle a bâti et la révolution échoue.
Dans la prison, Lady Hamilton essaie encore de séparer les amants, en vain. Sergius et Morgane, trompée par une novice qui n'est autre que Sione de Saintos, choisissent de mourir ensemble et sont exécutés.

### Acte I - Dans la forteresse de Città-Lazzara
Sur ordre de Lady Hamilton, le marquis d'Aste doit assassiner Morgane qui trame une conspiration contre le roi Ferdinand et son premier ministre, Lord Acton. Morgane réussit à s'évader avec Sergius, un prince prisonnier, dont elle tombe amoureuse.

### Acte II - Aux environs de Naples
Dans son château de Poleastro, Morgane a convoqué les conjurés pour leur exposer son plan. À cette occasion, Sergius reconnaît Sione, la filleule de Morgane, qui doit prendre le voile. Les deux jeunes gens se sont liés d'amitié autrefois.

### Acte III - Au Palais-Royal de Naples
Dans le grand salon de la reine se retrouvent tous les protagonistes, déguisés pour le carnaval de Naples, en particulier Lady Hamilton amoureuse de Sergius. Les insurgés, avec Sergius à leur tête, prennent le pouvoir.

### Acte IV - Plazza Reggia
Sur la place tenue par les insurgés, Morgane, trompée par Lady Hamilton, par dépit amoureux, met fin à la révolution et se livre, ainsi que les chefs rebelles, aux soldats du roi.

### Acte V - Au pénitencier de Salerne
Malgré une dernière tentative des conjurés, Morgane et Sergius sont exécutés sous les yeux de Sione et Lady Hamilton.

## Personnages
- Ferdinand Ier, roi des Deux-Siciles et de Jérusalem
- Sergius d'Albamah
- Le marquis d'Ast
- San Vaënza
- Lord Acton
- Le chevalier Luigi d'Assunta, commandant des batteries de Saint-Elme
- Le vice-amiral Speciale de Saintos
- Le comte Ettore de Montecelli, chambellan de la reine
- Lord James Pembroke, baronnet de Cleesbür
- Le comte Ricci, écuyer du roi
- Le gouverneur de Città-Lazzara
- Leone, page
- Franz intendant du château de Luz
- Le grand prévôt
- Un chambellan du roi
- Un officier
- Une sentinelle
- Premier insurgé
- Deuxième insurgé
- La reine Marie-Caroline de Sicile
- La duchesse Morgane de Poleastro
- Lady Emma Lyonna Harte, duchesse d'Hamilton, ambassadrice d'Angleterre
- La comtesse Sione de Saintos, filleule de Morgane
- La chanoinesse Euphrasia Torelli, abbesse des Camaldules de Salerne
- La princesse Horatia Sofonisba, première dame d'honneur de la reine
- Une jeune fille
- Une petite fille
- Soldats, moines, religieuses du cloître de Salerne, insurgés, etc.

## Analyse
Le Prétendant est un exemple de drame romantique : 
Mélange des genres
- Refus de la règle classique de l’unité de temps par vraisemblance : l’action se déroule sur plusieurs mois.
- Complexité de l’intrigue avec imbrication d’épisodes anecdotiques qui sont contraires à la règle classique de l’unité d’action.
- Non-respect de l’unité de lieu, troisième règle classique du bon goût théâtral.

Rôle de l’Histoire
- Insertion de l’action dans un contexte historique avec le souci de la précision et de l’authenticité.
- Recherche de la « couleur locale » pour donner l’illusion de la réalité, contrairement à la tragédie, qui situe généralement l’action dans une Antiquité de convention.
- Décors visant à la reconstitution historique de la Cour de Naples du roi Ferdinand.

Esthétique d’opéra ou de fresque
- Costumes et décors somptueux.
- Scènes de la vie à la Cour inspirées par les tableaux de Velázquez.

Idéalisme et pathétique
- Les héros sont les porte-parole de l’auteur et démontrent que la puissance absolue exige le renoncement à tout sentiment humain.
- Souci d’atteindre un public populaire et de l’élever, au contraire de la tragédie classique, qui s’adressait à un public aristocratique cultivé (élitisme).
- Passion amoureuse sincère, pure dans ses intentions, généreuse dans ses actions, mais vouée à l’échec par la jalousie et la vengeance, donc éminemment pathétique.

## Mises en scène
- 1965 : Morgane ou le Prétendant, représentation en studio pour la Télévision française ; mise en scène et réalisation d'Alain Boudet, avec Dominique Vincent dans le rôle de Morgane, Françoise Fabian dans celui de Lady Hamilton et Bernard Rousselet dans celui de Sergius.
- 1966 : Morgane ou le Prétendant, radiodiffusion ; mise en scène et réalisation de Jean-Jacques Vierne, avec Claude Nollier, Judith Magre et Jean-Pierre Jorris.

## Édition
- Le Prétendant, José Corti, 1965